# Čang-jie
Čang-jie (čínsky pchin-jinem Zhāngyè, znaky zjednodušené 张掖, tradiční 張掖) je městská prefektura v Čínské lidové republice. Leží v provincii Kan-su, má rozlohu 42 000 km² a v roce 2010 v ní žilo zhruba 1,2 milionu obyvatel.

## Historie
Město bylo založeno jako Kan-čou ve 2. století př. n. l. Město leží v Kansuském koridoru, kde bylo po staletí strategickým a obchodním střediskem celé oblasti. Za vlády dynastie Chan bylo město obchodním uzlem na hedvábné stezce a mělo dobré opevnění kvůli mongolským nájezdníkům. Město se na konci 11. století stalo součástí Mongolské říše a hrálo určitou roli v její historii, protože se v chrámu Dafo dle legendy narodil mongolský vládce Kublajchán. Několik dní zde pobyl při svých cestách i Marco Polo.

## Poloha
Čang-jie leží ve střední části provincie Kan-su. Sousedí s prefekturami Ťia-jü-kuan a Ťiou-čchüan na severozápadě a s prefekturami Ťin-čchang, Wu-wej a Lan-čou na jihovýchodě. Na severu sousedí s Vnitřním Mongolskem a na jihu s provincii Čching-chaj.

## Administrativní členění
Městská prefektura Čang-jie se člení na šest celků okresní úrovně, a sice jeden městský obvod, čtyři okresy a jeden autonomní okres.
| městský obvod · Kan-čou autonomní okres · Su-nan ※ okres · Min-le okres · Lin-ce okres · Kao-tchaj okres · Šan-tan Šantanské · pastviny ※ |                  |                       |                    |                                  |
| Název | Název            | Počet obyvatel (2020) | Rozloha km² (2020) | Hustota zalidnění (obyv. na km²) |
| český přepis | znaky            | Počet obyvatel (2020) | Rozloha km² (2020) | Hustota zalidnění (obyv. na km²) |
| Městský obvod |                  |                       |                    |                                  |
| Kan-čou | 甘州区           | 519 096               | 3 674              | 141,3                            |
| Okresy |                  |                       |                    |                                  |
| Min-le | 民乐县           | 192 476               | 2 223              | 86,6                             |
| Lin-ce | 临泽县           | 115 946               | 2 734              | 42,4                             |
| Kao-tchaj | 高台县           | 125 705               | 4 331              | 29,0                             |
| Šan-tan | 山丹县           | 150 031               | 5 450              | 27,5                             |
| Autonomní okres |                  |                       |                    |                                  |
| Su-nan (jugurský) | 肃南裕固族自治县 | 27 762                | 20 170             | 1,4                              |
| |                  |                       |                    |                                  |
| Celkem | Celkem           | 1 131 016             | 38 590             | 29,3                             |